# جاي دي جوزينز
جاي دي جوزينز (مواليد 5 مارس 2002)، لاعب كرة قدم بلجيكي يجيد اللعب في الوسط مع نادي الجزيرة في دوري الخليج العربي الإماراتي.

## وصلات خارجية
جاي دي جوزينز على موقع قاعدة بيانات كرة القدم.إي يو (الإنجليزية)
- جاي دي جوزينز على موقع Soccerway.com (الإنجليزية)
- جاي دي جوزينز على موقع عالم كرة القدم.نت (الإنجليزية)